# Agelasta thailandensis
Agelasta thailandensis är en skalbaggsart som beskrevs av Stefan von Breuning 1966. Agelasta thailandensis ingår i släktet Agelasta och familjen långhorningar. Inga underarter finns listade i Catalogue of Life.